# Chery V5
Der Chery V5 (internes Kürzel B14) ist ein von 2006 bis 2015 gebautes Pkw-Modell des chinesischen Automobilherstellers Chery Automobile. Es handelt sich dabei um einen Mittelklasse-Kombi, der über sieben Sitze in drei Reihen verfügt. In Malaysia wurde es zunächst als Chery B240 angeboten und in der Ukraine als Chery Cross Eastar.
Das Fahrzeug wurde 2004 auf der Beijing Auto Show als Konzeptfahrzeug vorgestellt und war ab Juni 2006 in China zu einem Preis von etwa 100.000 ¥ auf dem Markt erhältlich.

## Motorisierungen

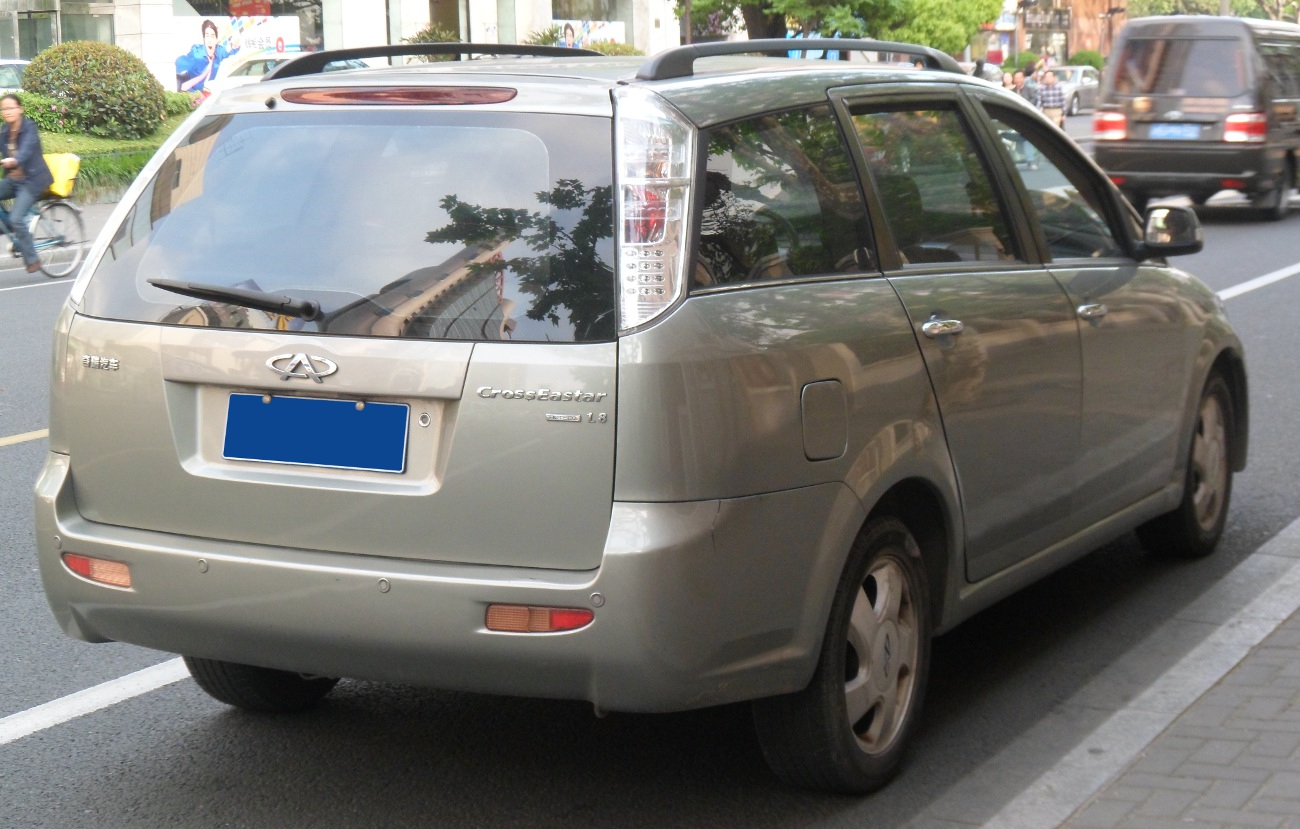
Heckansicht

Der Chery V5 ist mit einem von Mitsubishi Motors zugekauften Ottomotor mit 2350 cm³ Hubraum und einer maximalen Leistung von 95 kW (129 PS) erhältlich, mit dem das Fahrzeug eine Höchstgeschwindigkeit von 178 km/h erreicht.